# Street Fighter (serie animata)
Street Fighter è una serie animata statunitense-canadese prodotta da InVision Entertainment, basata sulla celebre saga di videogiochi picchiaduro 2D Street Fighter. Trasmessa su Cartoon Express e Action Extreme Team, è composta da due stagioni, la prima fu trasmessa nel 1995, la seconda nel 1997.

## Trama
Guile, sergente americano, è il protagonista di questo cartone animato: fondatore degli Street Fighters, assieme agli altri membri, ovvero gli Street Fighter Ryu, Ken, Chun-Li, Blanka, Cammy ed altri ancora, combatte contro il malefico generale M. Bison e la sua potente organizzazione criminale, Shadaloo.
La serie mischia avvenimenti nella trama del gioco con il film live-action Street Fighter - Sfida finale, unendo insieme personaggi da Street Fighter II, Street Fighter Alpha e Final Fight.
Alcuni personaggi del film, come il Capitano Sawada compaiono in alcuni episodi, così come, per la prima volta, appare Gouken, maestro di Ryu e Ken e fratellastro di Akuma, ed anche il Delta Red, lo squadrone speciale a cui appartiene Cammy White.

## Personaggi

### Eroi
- Guile (doppiato da Michael Donovan) - Il protagonista della serie e capo della "Lega della Giustizia", gruppo composto da buona parte dei personaggi principali della serie. Il suo nome completo e grado vengono presi dal film in live-action. A differenza del gioco, non è sposato e non ha figli, ma ha una relazione sentimentale con la sua ex-ragazza, Lucinda (personaggio originale), ed è probabilmente invaghito di Cammy. Appare sia nella stagione 1 che 2.
- Ryu (doppiato da Tony Lung) - Partner d'avventure di Ken, è più serio ed è alla ricerca della perfezione in combattimento. Durante la seconda stagione ha un ruolo più importante. Soprannominato "Hoshi", ha un cugino che appare nell'episodio "La mano che ti nutre".
- Ken (doppiato da Scott McNeil) - Nel cartone Ken è un ragazzo alla ricerca di piacere, più propenso a divertirsi che aiutare Guile e soci. Durante la seconda stagione diventa un personaggio più di rilievo, ed è l'unico a sconfiggere Akuma nell'episodio "Il guerriero più forte del mondo".
- Chun-Li (doppiata da Donna Yamamoto) - Chun-Li è la comandante della Lega della Giustizia, apparendo in quasi tutti gli episodi. Come nel gioco, cerca di vendicare il padre, ucciso da M. Bison. Come nel film, è una giornalista.
- Cammy (doppiata da Lisa Ann Beley) - Cammy è un agente del MI5, in rapporto amoroso con Guile. Decide di unirsi a Guile definitivamente, ma Bison la rapisce e le fa un lavaggio del cervello, rimanendo sua fedele agente sino all'episodio finale, "Cammy dimmi di sì".
- Blanka (doppiato da Scott McNeil) - Come nel film, Blanka è un personaggio la cui storia è stata mischiata a quella di Charlie Nash, superiore ed amico di Guile nella serie Aplha. Nell'episodio L'occhio del detentore riesce a tornare umano ed indossa un completo simile a quello che indossa nel videogioco, per poi tornare bestia alla fine dell'episodio stesso.
- Edmond Honda (doppiato da Paul Dobson) - Un combattente di sumo con la passione dell'hacking.
- Dee Jay (doppiato da Paul Dobson) - Uno dei personaggi di supporto, pilota un elicottero e se la cava con i PC.
- Thunder Hawk (doppiato da Paul Dobson) - Massiccio e potente nativo americano.
- Fei Long (doppiato da Paul Dobson) - Lottatore d'arti marziali dedito all'arte della recitazione.
- Rose (doppiata da Teryl Rothery) - Appare in un episodio come comparsa, ma ha un ruolo di supporto in "Fiamme e Rose", dove aiuterà Ken e Blanka a fermare M. Bison ed i suoi scagnozzi.
- Sakura (doppiata da Saffron Henderson) - Appare in "Seconda a Nessuno" come una giovane ragazza giapponese, vogliosa d'imparare le arti marziali dopo aver assistito allo scontro tra Ryu e Sagat.
- Dhalsim (doppiato da Gary Chalk) - Scienziato ritiratosi sull'Himalaia per perfezionare i suoi esperimenti.
- Cody (doppiato da Mark Hildreth) - Appare nell'episodio "Final Fight", in cui deve salvare la sua fidanzata dalle grinfie del boss della Mad Gear. Non è un ricercato come in Street Fighter: Alpha 3, dunque veste i panni originali di Final Fight. Questo fa sì che le trame di Street Fighter e Final Fight si incrocino.
- Guy (doppiato da Jim Byrnes) - In "Final Fight", episodio della seconda stagione, Guy aiuta Cody a salvare la sua fidanzata Jessica assieme a Ryu e Ken, incrociando quindi le trame di Street Fighter e Final Fight.

### Antagonisti
- M. Bison (doppiato da Richard Newman) - Come nel gioco è il capo della Shadowlaw, ed è l'antagonista principale della serie. Nel cartone pare che provi profondi sentimenti d'amore per Cammy.
- Zangief (doppiato da Michael Donovan) - Zangief è uno degli uomini migliori di M. Bison, benché nel gioco faccia parte della fazione opposta alla Shadowlaw. Ricopre un ruolo simile nel film in live-action e nell'anime Street Fighter II V.
- Vega (doppiato da Mark Hildreth) - Appare in due episodi, in entrambi rivale di Blanka.
- Balrog (doppiato da Paul Dobson) - Compare in un solo episodio, in cui rivela essere un mago dei computer (con tanto di guanti da pugile indossati durante la digitazione...)
- Sagat (doppiato da Robert O. Smith) - Il vice-comandante della Shadowlaw.
- Akuma (doppiato da David Kaye) - Fratellastro di Gouken, il maestro di Ryu e Ken, aspira a diventare il più forte al mondo. M. Bison e Guile si daranno tregua per combatterlo; Ryu e Ken lo sconfiggeranno definitivamente.
- Adon - Appare come comparsa.

## Episodi

### Prima stagione
| nº | Titolo                           | Prima TV         |
| -- | -------------------------------- | ---------------- |
| 1  | The Adventure Begins             | 21 ottobre 1995  |
| 2  | The Strongest Woman in the World | 28 ottobre 1995  |
| 3  | Getting to Guile                 | 4 novembre 1995  |
| 4  | No Way Out                       | 11 novembre 1995 |
| 5  | Demon Island                     | 18 novembre 1995 |
| 6  | Desert Thunder                   | 2 dicembre 1995  |
| 7  | Dark Heart                       | 9 dicembre 1995  |
| 8  | The Medium is the Message        | 16 dicembre 1995 |
| 9  | Eye of the Beholder              | 30 dicembre 1995 |
| 10 | The Hand That Feeds You          | 6 gennaio 1996   |
| 11 | Keeping the Peace                | 20 gennaio 1996  |
| 12 | Chunnel Vision                   | 27 gennaio 1996  |
| 13 | Strange Bedfellows               | 3 febbraio 1996  |

### Seconda stagione
| nº | Titolo                         | Prima TV          |
| -- | ------------------------------ | ----------------- |
| 14 | The Hammer Strikes             | 21 settembre 1996 |
| 15 | Cammy and the Bachelor         | 28 settembre 1996 |
| 16 | New Kind of Evil               | 5 ottobre 1996    |
| 17 | The World's Greatest Warrior   | 12 ottobre 1996   |
| 18 | So, You Want to be in Pictures | 5 novembre 1996   |
| 19 | Face of Fury                   | 15 novembre 1996  |
| 20 | Cammy Must Die!                | 23 novembre 1996  |
| 21 | The Flame and the Rose         | 9 dicembre 1996   |
| 22 | The Warrior King               | 4 gennaio 1997    |
| 23 | The Beast Within               | 18 febbraio 1997  |
| 24 | Second to None                 | 11 aprile 1997    |
| 25 | Final Fight                    | 27 aprile 1997    |
| 26 | Cammy Tell Me True             | 14 maggio 1997    |